# Arctornis tridcorniger
Arctornis tridcorniger är en fjärilsart som beskrevs av Holloway 1999. Arctornis tridcorniger ingår i släktet Arctornis och familjen tofsspinnare. Inga underarter finns listade i Catalogue of Life.